# Jacob Mansson
Jacob Mansson (nacido el 5 de junio de 2002 en Malmö, Suecia) es un jugador de baloncesto sueco. Con 2,01 de estatura, juega en la posición de ala-pívot. Actualmente es jugador del Oviedo Club Baloncesto de la Primera FEB.

## Trayectoria
Mansson es un ala-pívot formado en el BC Luleå con el que llegó a debutar durante la temporada 2020-21 en la Basketligan con apenas 18 años, antes de marcharse a Estados Unidos para ingresar en el Instituto de Tecnología de Nueva Jersey, situado en Newark, Nueva Jersey. 
En la temporada 2021-22, disputaría la NCAA con los NJIT Highlanders.
En la temporada 2022-23, regresa a Suecia para jugar en el Uppsala Basket de la Basketligan.
En la temporada 2024-25, forma parte de la plantilla del Malbas BBK de la Basketligan, donde promedia 16.5 puntos y 7.9 rebotes por encuentro.
El 12 de agosto de 2025, firma por el Oviedo Club Baloncesto de la Primera FEB.

### Selección nacional
Mansson ha sido internacional en categorías inferiores del país escandinavo, habiendo jugado el Eurobasket Sub 20 de 2022.